# Begluci (Derventa)
Begluci (szerbül: Беглуци), település Bosznia-Hercegovinában, Derventa községben, a Szerb Köztársaság északi régiójában. 

## Fekvése
A település Bosznia-Hercegovina északi részén, Dobojtól légvonalban 33, közúton 43 km-re északnyugatra, községközpontjától légvonalban 2, közúton 3 km-re északra, az Ukrina bal partján fekvő hordaléksíkságon, a Mačkovac-patak torkolatánál, 103-104 méteres magasságban található.

## Népessége
| Nemzetiségi csoport | Népesség 1991 | Népesség 2013 |
| ------------------- | ------------- | ------------- |
| Szerb               | 69            | 30            |
| Bosnyák             | 355           | 46            |
| Horvát              | 410           | 27            |
| Jugoszláv           | 66            | 0             |
| Egyéb               | 21            | 7             |
| Összesen            | 921           | 110           |

## Története
A begluci iszlám közösséget 1850-ben alapították. A település 1878-ig tartozott az Oszmán Birodalomhoz, ekkor a berlini kongresszus határozata alapján az Osztrák-Magyar Monarchia része lett. A monarchia szétesésével 1918-ban előbb a Szerb-Horvát-Szlovén Királyság, majd 1929-től a Jugoszláv Királyság része lett. Az 1929-es törvény értelmében, amikor Bosznia-Hercegovinát négy banovinára, Drinskára, Vrbaskára, Zetskára és Primorskára osztották, a település a Vrbaska banovina (Orbászi bánság) része lett, amelynek székhelye Banja Luka volt. 1939-ben a közigazgatás átszervezésével a Hrvatska banovina (Horvát Bánság) része lett.
A második világháborúban Jugoszlávia megszállása után a Független Horvát Állam (NDH) része lett. A második világháború után 1992-ig a település a szocialista Jugoszlávia keretében a Bosznia-Hercegovinai Népköztársaság része volt. 1992-ben a boszniai háború idején a nem szerb lakosságot elűzték, a falu mecsetét lerombolták. A boszniai háborút lezáró daytoni békeszerződés rendelkezése alapján az ország területét felosztották a Bosznia-hercegovinai Föderáció és a boszniai Szerb Köztársaság között. A békeszerződés utáni területmegosztási megállapodás értelmében a település Derventa község részeként a Boszniai Szerb Köztársasághoz került. 

## Nevezetességei
A település mecsete az Ukrina partján épült. Mivel a korábbi mecsetet 1992-ben a boszniai háború idején a szerbek lerombolták, újjá kellett építeni. Az új mecset ünnepélyes megnyitása 2022. július 30-án történt.